# Miracles (Someone Special)
Miracles (Someone Special) è un singolo del gruppo musicale britannico Coldplay, pubblicato il 14 luglio 2017 come quarto estratto dall'ottavo EP Kaleidoscope EP.

## Descrizione
Il brano ha visto la partecipazione vocale del rapper statunitense Big Sean, che ha composto il testo insieme al gruppo.

## Video musicale
Sebbene non sia stato pubblicato alcun video per il brano, il 15 luglio 2017 i Coldplay hanno reso disponibile un lyric video attraverso il proprio canale YouTube.

## Formazione
Gruppo
- Chris Martin – voce, pianoforte
- Jonny Buckland – chitarra
- Guy Berryman – basso
- Will Champion – batteria

Altri musicisti
- Big Sean – voce aggiuntiva

Produzione
- Rik Simpson – produzione
- Daniel Green – produzione
- Bill Rahko – produzione
- Jordan "DJ Swivel" Young – missaggio aggiuntivo

## Classifiche

### Classifiche settimanali
| Classifiche (2017)               | Posizione massima |
| -------------------------------- | ----------------- |
| Belgio (Fiandre)                 | 26                |
| Belgio (Vallonia)                | 29                |
| Irlanda                          | 98                |
| Italia                           | 76                |
| Nuova Zelanda                    | 53                |
| Paesi Bassi                      | 30                |
| Polonia                          | 42                |
| Portogallo                       | 81                |
| Regno Unito                      | 54                |
| Stati Uniti (rock & alternative) | 23                |
| Svezia                           | 62                |
| Svizzera                         | 45                |

### Classifiche di fine anno
| Classifica (2017) | Posizione |
| ----------------- | --------- |
| Islanda           | 49        |